# 総合防災ソリューション
株式会社 総合防災ソリューション（そうごうぼうさいソリューション）は、日本の防災分野のコンサルタント、シンクタンク。

## 概要
1986年（昭和61年）4月11日に「河川流域情報サービス株式会社」として発足。東京、名古屋、大阪、福岡の4都市に運用課を設立し、1989年（平成元年）にはさらに札幌、仙台、新潟、高松、広島の5都市に運用課を拡大し、9運用課体制となった。阪神・淡路大震災を契機として、1996年（平成8年）には訓練事業部(後に危機管理業務部に改組)を立ち上げて防災訓練の支援を開始し、2000年（平成12年）に、防災の問題解決を総合的に支援することを企図し、社名を「株式会社 総合防災ソリューション」に変更した。
主な事業としては、設立当初からの河川管理業務のほか、保存食、システム事業、危機管理事業として様々な危機管理訓練や危機管理コンサル事業を展開している。危機管理訓練業務としては、各種図上訓練のほか、トップセミナー、防災担当者講習会を実施。危機管理コンサル事業としては、自然災害、原子力災害、国民保護訓練等の計画作成及び訓練の運営・評価支援、危機管理計画・業務継続計画の策定、防災危機管理に関する講演、防災設備等の運用改善提案、防災訓練用ビデオの作製、その他防災訓練等の各種提案を行っている。同社は自衛隊出身者が多く、自衛隊OB団体でもある公益社団法人隊友会との連携も多いのが特徴である。

## 講演
主な講師派遣の履歴については下記の通り。
- 2012年-公益財団法人神奈川県市町村振興会主催基本研修「（特別研修）災害に関する危機管理」講師[5]
- 2013年-福島県主催「自治体職員向け防災セミナー」講師[6]
- 2015年-国民保護研修会in青森コーディネーター[7]
- 2016年-公益財団法人神奈川県市町村振興会主催基本研修「災害に関する危機管理（応用）」[8]

その他多数。

## 刊行物
刊行物は下記の通り。
- 佐藤喜久二、山本忠雄、内外出版株式会社編『大規模災害を迎え撃つために ~自治体における防災体制整備のノウハウ』（内外出版社、2014年） ISBN 4905285364
- 吉井博明、黒田洋司、近藤聡、坂本朗一、高梨成子、秦康範、山本忠雄、谷延正夫、郡山一明、高橋静著、図上演習研究会編『図上演習入門(防災・危機管理の基本を学ぶ)』（内外出版社、2011年） ISBN 4905285003
- 総合防災ソリューション編『場面別ビジネスマンの地震対策マニュアル』（中央経済社、2011年） ISBN 4502690805
- 佐藤喜久二著『覚悟の対策本部活動、そして体制整備』（内外出版社、2011年） ISBN 4905285011